# Vladimir Lukarić
Vladimir Lukarić (Rijeka, 22. siječnja 1939.- Rijeka, 11. siječnja 2022.) bivši je hrvatski trener, nogometaš i reprezentativac. Prvi nogometni reprezentativac u bogatoj povijesti HNK Rijeka.

## Igračka karijera
Vladimir Lukarić počeo je svoju nogometnu karijeru u mladim momčadima NK Crikvenice. U Crikvenici je bio još kao dječak, a našao se i u ondašnjim Srpskim Moravicama gdje je bio tri godine bio u domu, u internatu. U Crikvenici je bio u zlatnim godinama crikveničkog nogometa kad su bili u gornjem domu druge lige i kad je klub imao brojne navijače koji su ih pratili. Došao je poziv s Kantride te je u dogovoru s ljudima iz kluba prešao u Rijeku, u kojoj su tada među ostalima bili igrač i poslije trener Stojan Osojnak te trener Vladimir Beara. Rijeka je tad sredinom 1960-ih bila snažna i u usponu (Rijeka Jantoljaka, Milevoja, Mugošu, Radakovića, Šangulina, Vrankovića, Lukarića, Tomljenovića, Gulina, Naumovića i Vukoje), prekinuvši monopol »velike četvorke«, dva put je bila četvrta (1964. i 1965.) a jednom im je izmaknulo drugo mjesto, iza Partizana, kasnije finalista Kupa prvaka. U Rijeci je pružio sjajne igre i pamti se Lukarićev hat-trick na gostovanju protiv možda najjačeg Dinama ikad, koji je poslije osvojio Kup velesajamskih gradova. U dva navrata u NK Rijeci proveo je ukupno 13 godina i odigrao ukupno u različitim natjecanjima 453 utakmice i postigao 62 pogotka. Dvije godine igrao je i u švicarskoj AC Bellinzoni.
Najčešće igrao na mjestu desnog krila. Bio je sjajan na toj poziciji. Po potrebi je igrao i spojku. Bio je vrlo brz, energičan, sjajna driblinga i odlična centaršuta, a u dvobojima vrlo temperamentan, borben, žustar i neustrašiv. Načinom kako je igrao bio je ispred svog vremena, jer je bio snažno izražena natjecateljskog karaktera u vremenima nogometne romantike.
Lukarićeve utakmice zapazili su izbornici te su ga već kao vrlo mlada pozvali u reprezentaciju. Zajedno s Petrom Radakovićem bio je i prvi reprezentativac iz redova NK Rijeke. Debitirao je 18. lipnja 1961. u Beogradu protiv Maroka (3:2) i time je ušao je klupsku povijest kao prvi reprezentativac s Kantride.
Za jugoslavensku reprezentaciju odigrao šest utakmica i postigao jedan pogodak. Jedini pogodak postigao je u svom drugom nastupu 19. rujna 1962. u Beogradu u pobjedi 5:2 protiv Etiopije, a zadnji reprezentativni nastup imao je 4. rujna 1965. u Moskvi protiv SSSR-a (0:0).
Premda je igrama to zaslužio, nije nastupio na Svjetskom prvenstvu 1962. godine. Poput mnogih nogometaša Hrvata i k tome iz hrvatskih klubova teško je nalazio stalno mjesto u reprezentaciji Jugoslavije, gdje su na njihovim mjestima prednost imali čak i osrednji igrači iz srbijanskih klubova. Nije uopće otputovao s reprezentacijom u kojoj mu je bio suigrač Radaković i ostali. Na Lukarićevoj poziciji nastupio je neki Šijaković za kojeg je Joško Skoblar ocijenio da nije bio na zadovoljavajućoj kvalitetnoj razini.

## Trenerska karijera
Kao trener uglavnom je bio vezan za NK Rijeku, gde je trenirao sve uzraste, a od 1989. do 1991. bio je i trener prve momčadi. Vodio i momčadi u okolici Rijeke: NK Buje, NK Crikvenica i NK Pomorac Kostrena.
Bio je pomoćni trener Dražanu Jerkoviću 17. listopada 1990. godine u Zagrebu, u prvoj povijesnoj prijateljskoj utakmici hrvatske nogometne reprezentacije od uspostave neovisnosti protiv reprezentacije SAD-a, u kojoj je Hrvatska pobijedila 2:1. U Jerkovićevom je stožeru bio i na utakmici na Kantridi 22. prosinca s Rumunjskom (2:0).

## Vanjske poveznice
- Statistika u jugoslavenskoj reprezentaciji  Arhivirana inačica izvorne stranice od 26. kolovoza 2014. (Wayback Machine) (srp.)